# 比尔·怀曼
比尔·怀曼（Bill Wyman；1936年10月24日），出生于伦敦，是英国的音乐家，1962年至1993年为英国摇滚乐团滚石乐队的贝斯手。自1997年以来，他和自己的乐队灌入了无数的歌曲并同时举行世界巡回演唱会，比尔·怀曼的节奏王国。此外，他也录制唱片，参与电影演出。
第二次世界大战后，大约9岁的怀曼就开始有写日记的习惯，这种良好的习惯，帮助了怀曼成为作家，他写了七本书，曾经销售200万份。怀曼对于艺术的热爱，而促使他精通于摄影而他的摄影作品展示在全世界各地的画廊。早年的怀曼由于缺乏资金，使他创造和建立自己的无品格低音电吉他。之后，他成了一位业余考古学家并享受发掘古遗迹；《泰晤士报》曾发表了关于他的业余爱好的信件。他设计了“比尔·怀曼签名金属探测器“，并获得专利，他在英国郊区利用此探测器探测到古罗马时代的遗迹。作为一位商人，他拥有数家机构，当中包括以摇滚乐为主题的小酒馆粘手指咖啡馆，并提供美式菜肴，于1989年在伦敦肯辛顿开业。后来，另两家分别开在英国的剑桥和曼彻斯特。